# Agathodes paliscia
Agathodes paliscia is een vlinder uit de familie van de grasmotten (Crambidae), uit de onderfamilie van de Spilomelinae. De wetenschappelijke naam van deze soort is voor het eerst gepubliceerd in 1908 door de Australische arts en amateur-entomoloog Alfred Jefferis Turner (1861–1947). Het type werd aangetroffen in Townsville in het noorden van Queensland in Australië. Het epitheton paliscia is afkomstig van Oudgrieks παλίσκιος, paliskios, "schemerig".